# Deutscher Karate Verband
Der Deutsche Karate Verband e. V., auch Deutscher Karate-Verband (DKV) genannt, ist der offizielle und größte Fachverband für Karate in Deutschland. Er wird als einziger Fachverband vom Bundesministerium des Innern gefördert und ist als Mitglied des Deutschen Olympischen Sportbundes vom IOC anerkannt. 16 Landesverbände mit über 2.300 Vereinen, Clubs und Schulen mit insgesamt über 130.000 Mitgliedern werden vom DKV offiziell repräsentiert.

## Geschichte
Am 1. April 1957 gründete der Judoka Jürgen Seydel in Bad Homburg vor der Höhe den ersten Karate-Dōjō Deutschlands (Budokan Bad Homburg). Die Kampfkunst Karate verbreitete sich schnell und im Jahr 1961 gründete sich der Deutsche Karate-Bund (DKB) als erster Karate-Verband Deutschlands. Gleichzeitig bemühte sich auch der Deutsche Judo-Bund (DJB) um die Vereinigung aller Budo-Sportarten unter seinem Dach und gründete 1965 die „Sektion Karate im Deutschen Judo-Bund“ (SeKa DJB). Als Sektion des DJB war dieser Verband automatisch Mitglied und damit offizieller Repräsentant der Sportart im damaligen Deutschen Sportbund (DSB). Der ältere und mitgliedsstärkere Karate-Verband blieb dadurch faktisch vom DSB ausgeschlossen. In der Folge gab es zwei Nationalmannschaften, die auf internationaler Ebene an Veranstaltungen verschiedener Organisationen teilnahmen: die SeKa entsandte ihre Sportler zu Veranstaltungen der European Karate Union (EKU) und der World Union of Karate Do Organisations (WUKO), Athleten des Deutschen Karate-Bundes nahmen an Meisterschaften der European Amateur Karate Federation (EAKF) und der International Amateur Karate Federation (IAKF) teil.
Neben diesen beiden Verbänden existierten eine Reihe weiterer, vor allem stilrichtungsbezogener Verbände, wie der Deutsch-Japanische Karateverband (DJKV), der Goju-Kai Deutschland (GKD), der Wado-Kai Deutschland (WKD) und die Deutsche Karate Union (DKU). Diese Zersplitterung empfanden alle Verbände als auf Dauer unhaltbar, sodass DKB, GKD und DJKV am 17. Juni 1976 den Deutschen Karate Verband e. V. (DKV) als gemeinsamen Dachverband gründeten, dem am 1. Januar 1977 auch DKU, WKD und SeKa DJB formell beitraten. Am 11. Juni 1977 wurde dieser in den DOSB aufgenommen, während gleichzeitig der SeKa aus dem DJB ausgegliedert wurde. Lediglich in Niedersachsen bleibt die SeKa bestehen.
Am 2. November 1986 wurde schließlich die Umwandlung des geführten Deutschen Karate-Verbandes in einen Fachverband beschlossen. Die bisher autonomen Mitgliedsverbände fusionierten und gaben ihre Mitgliedschaft zu Gunsten der neu entstehenden Landesverbände auf. 1995 öffnete sich der Verband im Rahmen einer größeren Struktur- und Satzungsänderung auch weiteren Gruppierungen und Stilrichtungen.
Neben den vier großen Stilrichtungen; Gōjū-Ryū, Wadō-Ryū, Shitō-Ryū und Shōtōkan führte der damalige Bundestrainer Toni Dietl 1997 auch das stilrichtungsoffene Karate ein. Da auch in diesen mittlerweile anerkannten Stilrichtungen noch lange nicht alle Karate-Stilrichtungen abgedeckt waren. 1999 führte er den Junior-Dan ab 13 im DKV ein. Im Jahr 2001 folgte das Sound-Karate. 
Von 1980 bis 2001 war Günter Mohr Karate-Bundestrainer (Kumite).

Im Jahr 1993 trennte sich Bundestrainer Hideo Ochi vom Deutschen Karate Verband und gründete den Deutschen JKA-Karate Bund (DJKB). Im Jahr 2007 trennten sich ebenfalls Bundestrainer Toni Dietl und der Deutsche Karate Verband.

## Der DKV heute
Der Deutsche Karate Verband (DKV) ist vom Deutschen Olympischen Sportbund (DOSB) anerkannt und repräsentiert: Leistungssport, mehrere Stilrichtungen, Schulkarate, Karate für Menschen mit Behinderung, Jukuren Karate für Späteinsteiger/-innen, Selbstverteidigung usw. International ist der DKV der European Karate Federation (EKF) und der World Karate Federation (WKF) angeschlossen.

## Karate für Menschen mit Behinderung
Der DKV verfügt als erstes WKF-Mitglied bereits über eine eigene Abteilung für PARA-Karate. Sie wird von der Vizepräsidentin des DKV Kathrin Brachwitz sowie dem DKV-Beauftragten für PARA-Karate Sven Baum, Wolfgang Weigert (DKV Ehrenpräsident) repräsentiert.

## Bundestrainer
Die jeweiligen Bundeskader werden trainiert und betreut von:
- KATA: Chef-Bundestrainer Efthimios Karamitsos der Kata A-, B- und C-Kader, unterstützt von den Assistenz-Trainern Christine Bernstein, Lena Staiger, Ilja Smorguner sowie Emanuele Bisceglie.
- KUMITE: Chef-Bundestrainer Noah Bitsch der Kumite A-, B- und C-Kader, unterstützt von Nika Tsurtsumia (Leistungsklasse und U21), sowie Nachwuchs-Bundestrainer Swen Sattler für U16 und U18, assistiert von Tim Milner.

## Landesverbände
Der Deutsche Karate Verband gliedert sich in 16 Landesverbände.
- Karateverband Baden-Württemberg e. V.
- Bayerischer Karate Bund e. V.
- Berliner Karate Verband e. V.
- Karate Dachverband Land Brandenburg e. V.
- Bremer Karate Verband e. V.
- Hamburger Karate-Verband e. V.
- Hessischer Fachverband für Karate e. V.
- Karate-Union Mecklenburg-Vorpommern e. V.
- Karate Verband Niedersachsen e. V.
- Karate-Dachverband Nordrhein-Westfalen e. V.
- Rheinland-Pfälzischer Karate-Verband e. V.
- Saarländischer Karate Verband e. V.
- Sächsischer Karatebund e. V.
- Karateverband Sachsen-Anhalt e. V.
- Karate-Verband Schleswig-Holstein e. V.
- Thüringer Karateverband e. V.